# Vanzosaura savanicola
Vanzosaura savanicola — вид ящірок родини гімнофтальмових (Gymnophthalmidae). Ендемік Бразилії. Описаний у 2014 році.

## Поширення і екологія
Vanzosaura savanicola мешкають в штатах Мінас-Жерайс, Гояс, Баїя і Токантінс. Вони живуть в саванах серрадо та на луках.